# Boris Skosirev
Boris Mihajlovič Skosirev (belorusko Барыс Міхайлавіч Скосыраў, latinizirano: Baris Mihajlavič Skosirau; rusko Бори́с Миха́йлович Ско́сырев, latinizirano: Boris Mikhailovich Skosyrev; katalonsko Borís Mikhàilovitx Skóssirev izgovorjava [boˌɾis .mikˌaj.lo.vit͡ʃ ˈsko.si.ɾef]), beloruski pustolovec in prevarant, * 12. junij 1896, Vilna, Litovsko-Vilnska Gubernija, Ruski Imperij, † 27. februar 1989, Boppard, Porenje-Pfalško, Zahodna Nemčija.
Kot samooklicani pretendent je v zgodnjih 30. letih 20. stoletja poskušal prevzeti oblast v Kneževini Andori pod imenom Kralj Boris I. Andorski. Rojen je bil v nižjo plemiško družino beloruske narodnosti. Po izbruhu ruske revolucije leta 1917 si je Skosirev pridobil politični azil v Angliji, kjer se je pridružil britanski vojski ob koncu prve svetovne vojne. Zatem je delal pri Britanskem ministrstvu za zunanje zadeve. Sredi 1920. se je preselil na Nizozemsko, kjer je bil leta 1924 na seznamu vidnih tujih revolucionarjev, ki ga je pripravila Generalna obveščevalna in varnostna služba in na katerem je bil zapisan kot mednarodni prevarant. Kljub temu je Skosirev lažno trdil, da je delal na nizozemskem kraljevem dvoru.
Med obiski pirenejske so-kneževine Andore, kateri enakopravno vladata urgellski škof in Predsednik Francije, v zgodnjih 1930. letih, je Skosirev delal na krepitvi svoje moči. Med ekstenzivnimi pogovori s krajevnimi politiki maja 1934 je Skosirev andorsko vlado seznanil z dokumentom, v katerem je upravičeval njegove namene vladanja.
Z lažnim predstavljanjem kot član evropske aristokracije je Skosirev s svojo ustavo Andori predlagal svoboščine, modernizacijo, tuje naložbe in priznanje davčne oaze.

## Zgodnje življenje
Skosirev se je rodil 12. junija 1896 v Vilni v Ruskem imperiju. Kasneje si je pridobil nizozemski potni list, ki je trdil, da je njegovo polno ime Monsieur le Baron Boris de Skossyreff - možen, a najvrjetneje lažen naziv glede na redkost baronov v Rusiji. Najvrjetneje je izhajal iz plemiške družine nižjega ranga, kar se ujema z njegovim činom častnika med vojaškim služenjem v času prve svetovne vojne.
Skosirevo izobraževalno ozadje je precej nejasno. V tiskovnih intervjujih je govoril o otroškem prijateljstvu s kasnejšim kratkotrajnim britanskim kraljem Edvardom VIII. Trdil je tudi, da je obiskoval ugledni pariškis Lycée Louis-le-Grand in zatem Magdalen College v Oxfordu. Čeprav so te trditve Skosirevu povečale ugled in omogočile oblikovanje osebnosti sta Lycée Louis-le-Grand in Magdalen College trditev, da je bil njihov učenec, zavrnila.

### Politični azil
O Skosirevu je malo znanega pred njegovim prihodom v Andoroto. Ob izbruhu ruske revolucije leta 1917 je zaprosil za politični azil v Angliji, kjer se je ob za približno dve leti vključil v britansko vojsko za konec prve svetovne vojne. Za časnik The Times je povedal, da je služil v zračni službi kraljeve mornarice pod Oliverjem Locker-Lampsonom, ki je bila za borbo proti Nemčiji poslana v Rusijo.
Po prvi svetovni vojni je Skosirev omenjen v številnih časopisih zaradi goljufanja s čeki in goljufanja z zlato uro.
Služil naj bi pri Britanskem ministrstvu za zunanje zadeve, kjer naj bi preko raznih misij obiskal Sibirijo, Japonsko in Združene države Amerike. Njegovi nadrejeni so v poročilu pohvalili njegov dar za jezike, ki mu je dal sposobnost povezovanja s tujci.

### Domnevno nizozemsko plemstvo
Skosirevi dokumenti z zunanjega ministrstva trdijo, da je službo zapustil leta 1925 ter se preselil na Nizozemsko, kjer je kasneje trdil, da je delal na nizozemskem kraljevem dvoru, ter da ga je kraljica Viljemina nagradila z nazivom grofa oranskega – nazivom, katerega navadno nosijo zgolj člani kraljeve družine. Arhiv nizozemske vlade je pojasnil, da Skosirev ni služil na dvoru ter da ni prejel nobenega naziva, temveč, da je bil leta 1924 vključen na seznamu vidnih tujih revolucionarjev, katerega je sestavila Generalna obveščevalna in varnostna služba; na seznamu je bil označen kot "mednarodni prevarant".

### Druga poslovanja
Leta 1932 je Skosirev registriral podjetje "Boris de Skossyreff: import - export, representation" v Santa Marti v Kolumbiji. V tem obdobju naj bi se naučil španščine, ki mu je zelo prišla prav v Andori.

## Prva nastanitev v Andori
Med svojim prvim obiskom Andore se je Skosirev nastanil v vasi Santa Coloma d'Andorra ob župniji Sant Julià de Lòria. Tedaj naj bi že začel z načrtovanjem državnega udara, s tem ko je imel daljše pogovore s kmeti, obrtniki in politiki po vsej Andori.
17. maja 1934 je Skosirev nekdanjemu sodnemu tožilcu in drugim svetovalcem Vrhovnega sveta predstavil dokument s predlogi, v katerem je opravičeval svoje namene vladanja. Člani sveta so njegov poskus zasmehovali ter izjavili, da se "ne bi se smel vmešavati v politične zadeve v dolinah (Andore); in da si ta (Svet) v primeru ponovitve kršitve pridržuje pravico do vložitve pritožbe pri pristojnem organu, da ta uporabi zaslužene sankcije".

## Izgon
Skosirev se je videl kot "izgnanega", ter se ustalil v hotelu Mundial v mestu La Seu d'Urgell, ki je le 5 km oddaljeno od Andore. Tam se je začel obnašati kot pravi monarh. Opravil je več intervjujev, nekatere tudi po telefonu, med drugim tudi za časnika The Times in The Daily Herald.
S svojimi poskusi pridobitve oblasti je Skosirevprišel v stik z več legitimističnimi rojalističnimi skupinami v južni Franciji. V Perpignanumu je uspelo, da so njegovi načrti prišli do predstavnika princa Janeza Orleanskega, vojvode guiškega, in pretendenta francoskega prestola. Njegov argument je temeljil na dejstvu, da so francoski voditelji držav še naprej imeli pravice in funkcije sokneza Andore, in ker se je vojvoda imel za "pravičnega" kralja Francije, bi kot tak imel pravice nad Andoro.
Med svojim navideznim izgnanstvom je Skosirev omogočal obiske, opravljal uradne sprejeme in organiziral različne dogodke, npr. mašo za pokojnega katalonskega predsednika Francesca Macio. Naokoli je pogosto hodil z monoklom in palico, pri čemer je prevzel značaj in manire monarha, kljub očitnemu pomanjkanju avtoritete.
Skosirev je izdal inovativno ustavo za Andoro, ki bi bistveno spremenila tradicionalni andorski politični sistem. Sokneževina bi imela svoboščine, modernizacijo, tuje investicije in priznanje davčne oaze. Skosirev je napravil deset tisoč kopij svoje ustave in jo naslovil na francoske in španske znane osebnosti. En izvod se je znašel v rokah škofa rimskokatoliške škofije Urgell, Justíja Guitarta i Vilardeba. Ustava je v škofovem ožjem krogu sprožila ogorčenje. Škof je tedaj ponovno potrdil, da sta edina sokneza Andore škof sam in predsednik Francoske republike.

## Andorski predlog
Skosirev je predlagal napraviti Andoro pomembno poslovno središče sveta, kjer banke, finančni subjekti in mednarodna podjetja ne bi izgubljali časa z nameščanjem svojega družbenega prebivališča in izkoriščali davčni režim. Prosil je za nagrado v zameno za svoje darilo Andorcem, da ga vrhovni svet razglasi za kneza Andore. Po kasnejših legendah je Borisov predlog zbornica skoraj v celoti podprla; s samo enim svetovalcem proti preostalim triindvajsetim, ki so sestavljali svet, je bila ustanovljena monarhija. Borisa je spremljala mlajša partnerka, ameriška milijonarka Florence Marmon, nekdanja žena Howarda Carpenterja Marmona.
"Osvojili smo državo v imenu francoskega kralja (vojvode Guiškega) kot njegovega nadporočnika, vendar ne po njegovih pooblaščenih predstavnikih [...] Ko bomo prevzeli državo, jo bom ponudil vojvodu. Moja vojska je sestavljena iz 500 prostovoljcev [...]. Zavezali so se, da bodo osvobodili Andoro izpod francoskega nadzora."— "Boris I." v pogovoru za The Times.

## Pripor
Navidezna vlada "kralja Borisa I." naj bi trajala le nekaj dni. Boris je proti urgelskem škofu napovedal vojno, ta pa je špansko oblast prosil za ukrepanje. Španska civilna garda je  v La Seu d'Urgell poslala tri policiste in narednika, da bi prijeli Borisa. Naslednji dan je bil premeščen v Barcelono, kjer so ga postavili pred sodnika.
23. julija 1934 je bil z vlakom premeščen v Madrid, kamor sta ga pospremila dva agenta. Njegov prihod v špansko prestolnico je sovpadal s španskimi novinarji, ki so ga poskušali intervjuvati. Poslan je bil v zapor Modelo v Madridu, kjer je deloval kot monarh v izgnanstvu. Zgodovinar Arnau González je razložil, da so med bivanjem v Modelu Boris in njegovi sodelavci nadaljevali s tolmačenjem dokumentov, ki so jih podpisali. Tako so na svoje ime prejeli več telegramov, v katerih so zagotavljali, da so "vsi dokumenti na varnem" in da bodo prejeli položnico v višini 200 pezet. Nikoli ni bilo pojasnjeno, za katere dokumente naj bi to veljalo ali kaj se je zgodilo z denarjem.
Španske oblasti so ugotovile, da je Skosirev imel nizozemski potni list, vendar se je sam imel za ruskega belega emigranta. Temu ozadju nasprotuje poročilo v publikaciji Spain Week by Week, ki je 25. julija 1934 trdila, da je Skosirev Jud, ki je nekaj let živel v Kataloniji in na Majorki. To poročilo je prav tako trdilo, da se je Skosirev 11. julija razglasil za "Borisa I., kneza dolin Andore, grofa oranskega in barona Skosireva… suverena Andore in branitelja vere."

## Obisk Olhãa
V Olhãu na Portugalskem je Skosirev srečal Francisca Fernandesa Lopesa, ki je leta 1935 napisal članek o "kralju Andore". Tedaj je Skosirev končno pridobil potni list ter se iz Olhãa odpravil v Genovo, kjer mu je bilo izkrcanje zavrnjeno, nato pa je pot nadaljeval v Marseille, kjer se je končno izkrcal, da bi se ponovno srečal s svojo francosko ženo.
7. januarja 1936 mu je v Franciji policija zasegla potni list. Skosirev naj bi kasneje v stiski poklical Francisca Fernandesa Lopesa in ga prosil, naj stopi v stik s tedanjim portugalskim diktatorjem Oliveiro Salazarjem, da bi ta diplomatsko posredoval zanj, kar naj bi se tudi zgodilo. Po treh mesecih v zaporu v mestu Aix-en-Provence mu je francoska oblast dovolila vrnitev na Portugalsko, kjer je bil ponovno aretiran, ker ni imel dovoljenja za bivanje.

## Ujetništvo in pozno življenje
Junija 1936 se je v času državljanske vojne vrnil v Španijo. Leta 1936 je šel v Francijo, kjer je bil v Saint-Cannatu ponovno aretiran. Leta 1938 mu je francoska oblast dovolila vrnitev v Aix-en-Provence.

### Ujetništvo
Februarja 1939 je bil Skosirev v francoskem zaporniškem taborišču skupaj s španskimi antifrankisti ter italijanskimi in srednjeevropskimi protifašisti iz območij, ki jih je Tretji rajh okupiral že pred drugo svetovno vojno.
Oktobra 1942 so ga nemški okupatorji izpustili. Z zmago zaveznikov so Skosireva najprej aretirali Američani, po kratkem obdobju svobode pa 4 December 1946 še Francozi, ki so okupirali Berlin. Do 17. decembra je ostal v zaporu Coblence-Metternich, kjer so z njim žandarji zaradi njegove kolaboracije z nacisti zelo grobo ravnali.
Nastanil se je v Boppardu v Zahodni Nemčiji. Ker je šel na območje pod sovjetskim nadzorom je bil aretiran in obsojen na 25 let prisilnega dela v sibirskem taborišču. Leta 1956 je bil izpuščen, se vrnil v Boppard in leta 1989 tam umrl.

## Boris Skosirev v literaturi
Leta 1984 je izšel roman Boris I, Rei d'Andorra (Boris I., Kralj Andore) katalonskega pisatelja Antonija Morell i More. Pisatelj je knjigo posvetil svoji babici, ki naj bi Skosireva osebno spoznala. Beth Escuda kasneje je knjigo priredila v dramsko besedilo.